# Lardizabalaceae
Lardizabalaceae is een botanische naam, voor een familie van tweezaadlobbige planten. 
Het gaat om een kleine familie van 47 soorten verdeeld over 7 geslachten. Met uitzondering van Decaisnea betreft het allemaal  lianen. Decaisnea omvat heesters. De bladeren zijn samengesteld en afwisselend geplaatst. De bloemen staan vaak in hangende trossen.
De soorten komen voor in Oost-Azië, van de Himalaya tot Japan. Uitzonderingen zijn Lardizabala en Boquila. Deze zijn afkomstig uit het zuiden van Zuid-Amerika.

## Taxonomie
Een familie onder deze naam wordt algemeen erkend door systemen van plantentaxonomie, en ook door het APG-systeem (1998) en het APG II-systeem (2003). Wel wijken APG en APG II af van andere systemen door ook de planten in te voegen die traditioneel de familie Sargentodoxaceae vormen.
De volgende geslachten en soorten maken onderdeel uit van de familie:
| - Akebia - Akebia apetala - Akebia chingshuiensis - Akebia longeracemosa - Akebia longisepala - Akebia quinata - Klimaugurk - Akebia trifoliata - Boquila - Boquila trifoliolata - Decaisnea - Decaisnea insignis - Augurkenstruik - Lardizabala - Lardizabala biternata - Sargentodoxa - Sargentodoxa cuneata - Sinofranchetia - Sinofranchetia chinensis | - Stauntonia - Stauntonia angustifolia - Stauntonia brachyandra - Stauntonia brachyanthera - Stauntonia brunoniana - Stauntonia cavalerieana - Stauntonia chapaensis - Stauntonia chinensis - Stauntonia conspicua - Stauntonia coriacea - Stauntonia crassifolia - Stauntonia decora - Stauntonia duclouxii - Stauntonia elliptica - Stauntonia filamentosa - Stauntonia glauca - Stauntonia grandiflora - Stauntonia hexaphylla - Stauntonia khasiana - Stauntonia latifolia - Stauntonia latistaminea | - - Stauntonia leucantha - Stauntonia libera - Stauntonia linearifolia - Stauntonia maculata - Stauntonia medogensis - Stauntonia obcordatilimba - Stauntonia obovata - Stauntonia obovatifoliola - Stauntonia oligophylla - Stauntonia parviflora - Stauntonia pseudomaculata - Stauntonia pterocaulis - Stauntonia purpurea - Stauntonia racemosa - Stauntonia trinervia - Stauntonia yaoshanensis |

## Afbeeldingen

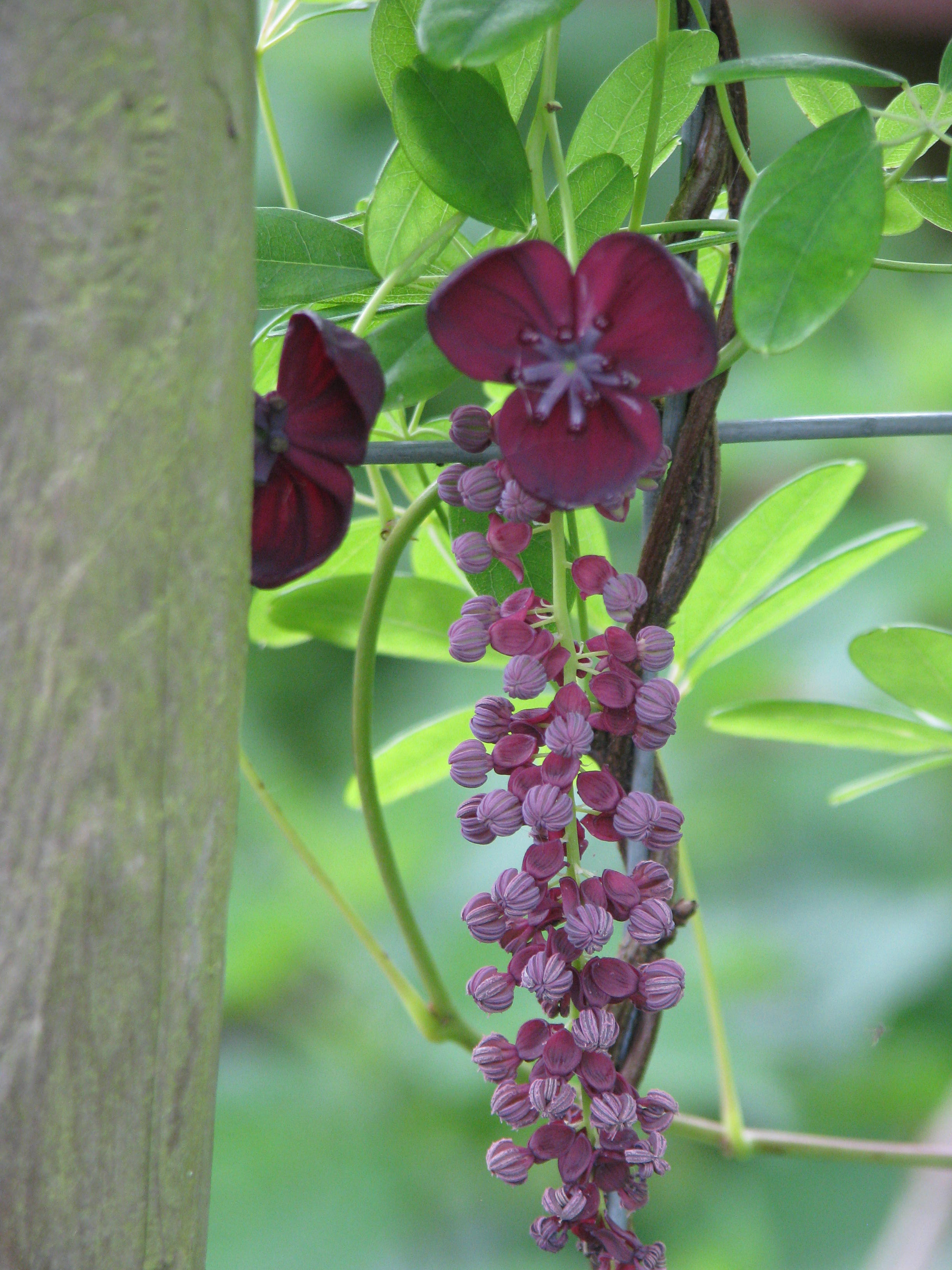
Akebia Decne.
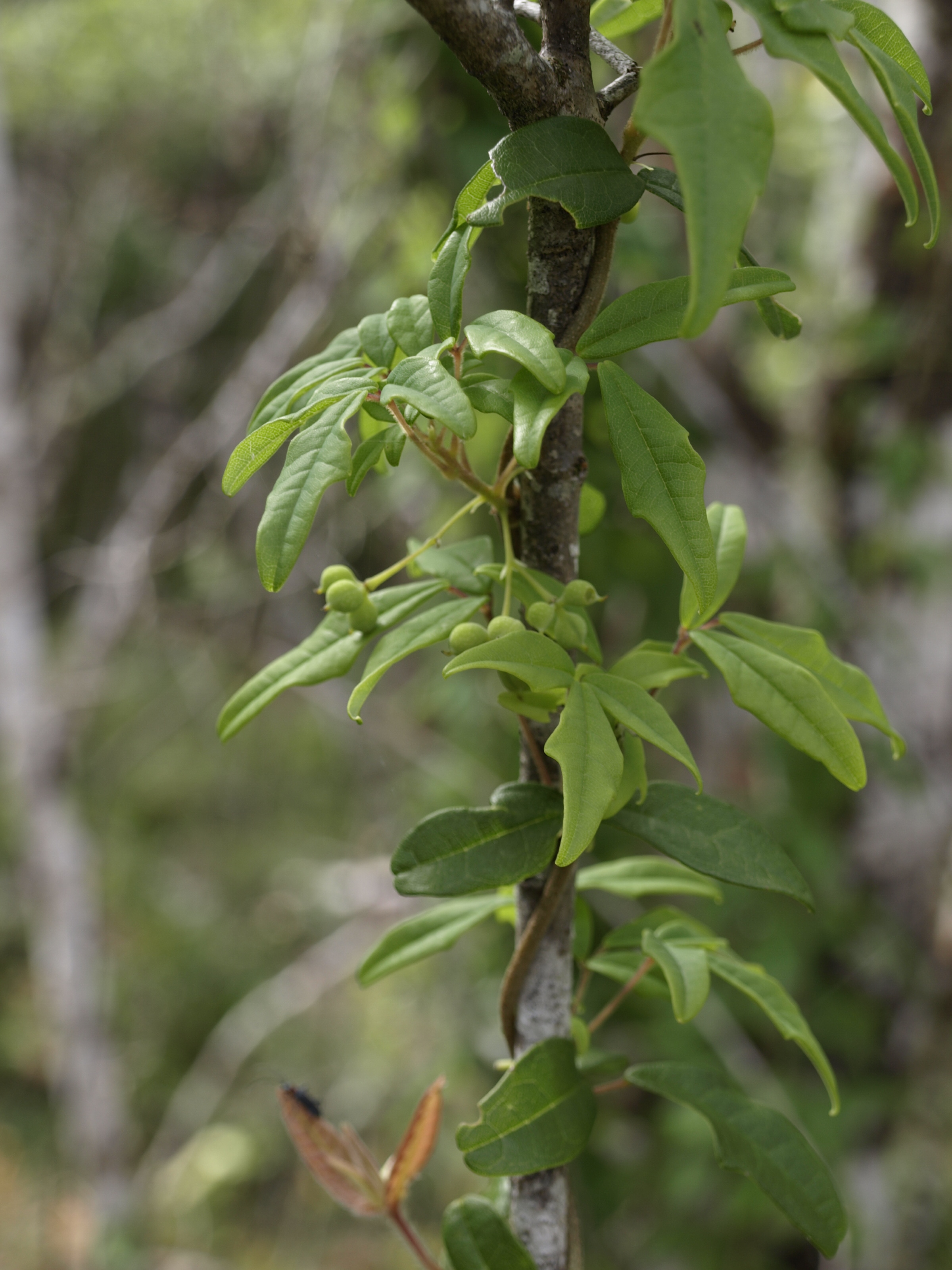
Boquila Decne.
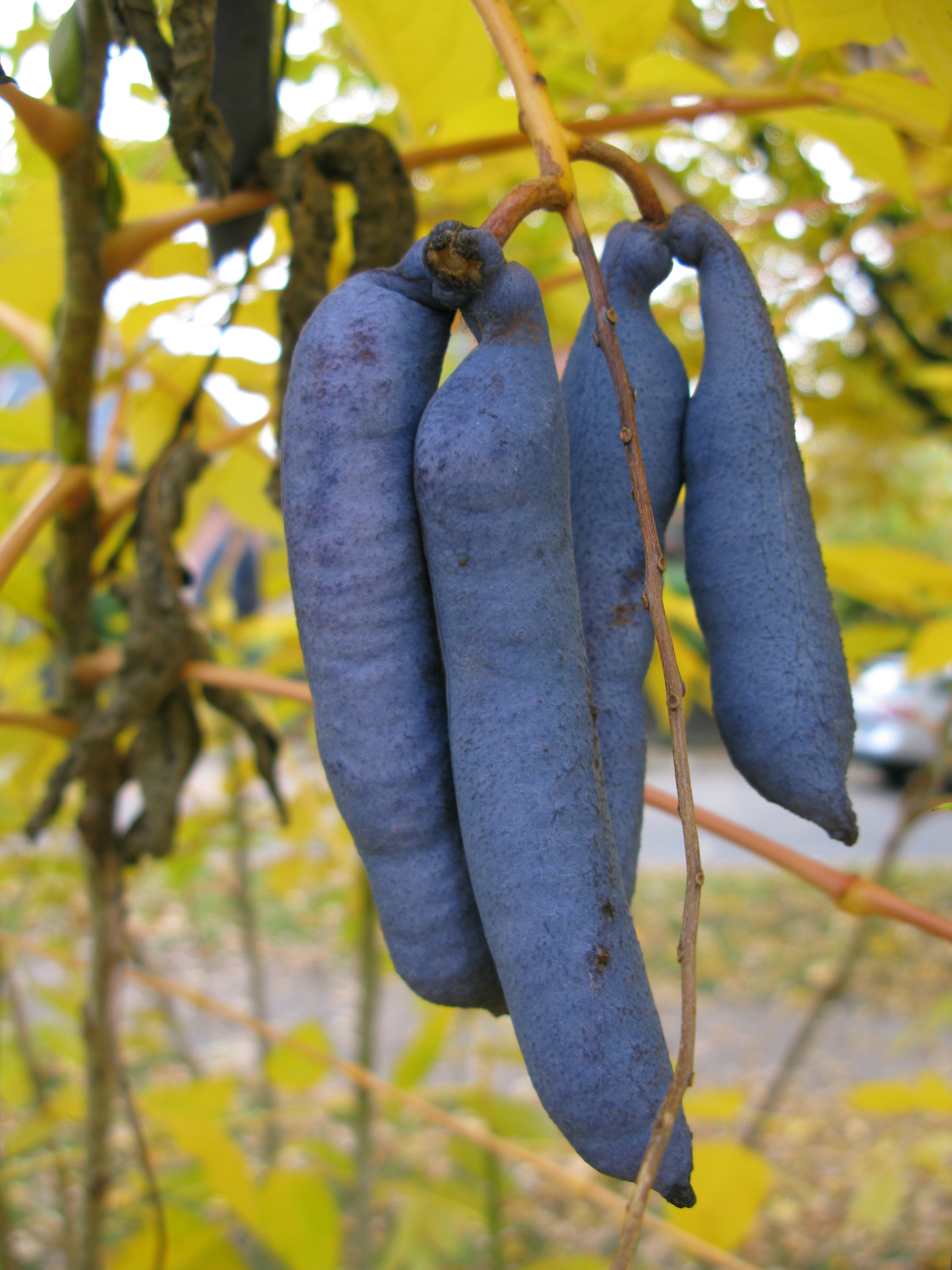
Decaisnea Hook.f. & Thomson
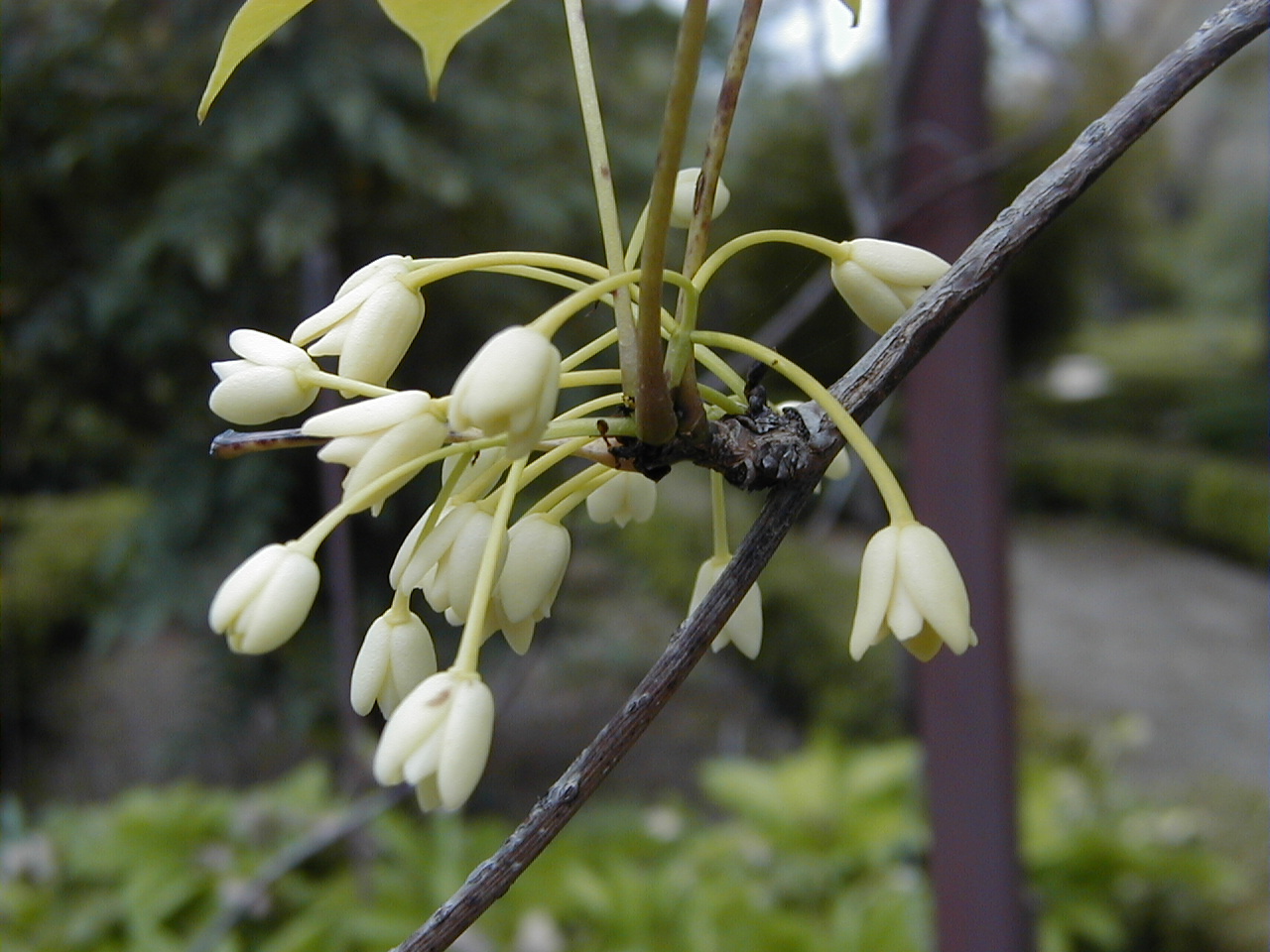
Holboellia
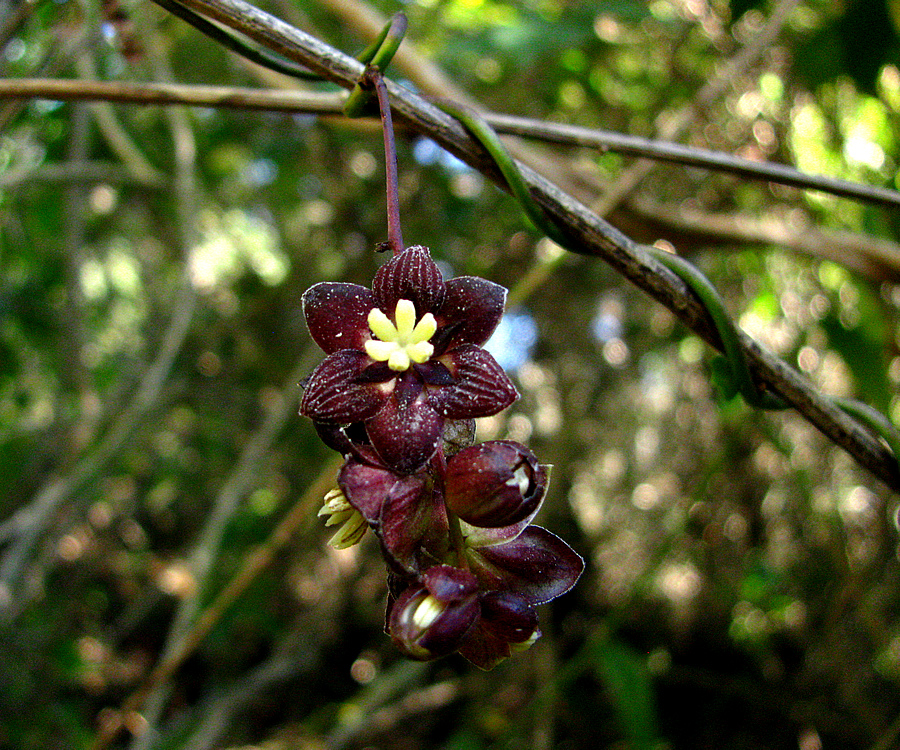
Lardizabala Ruiz & Pav.
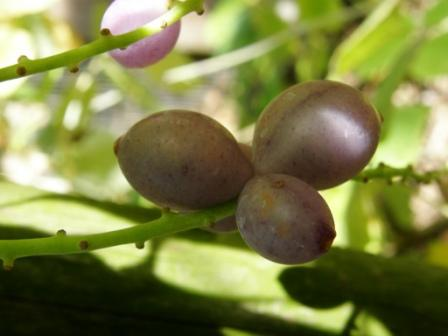
Sinofranchetia Hemsl.
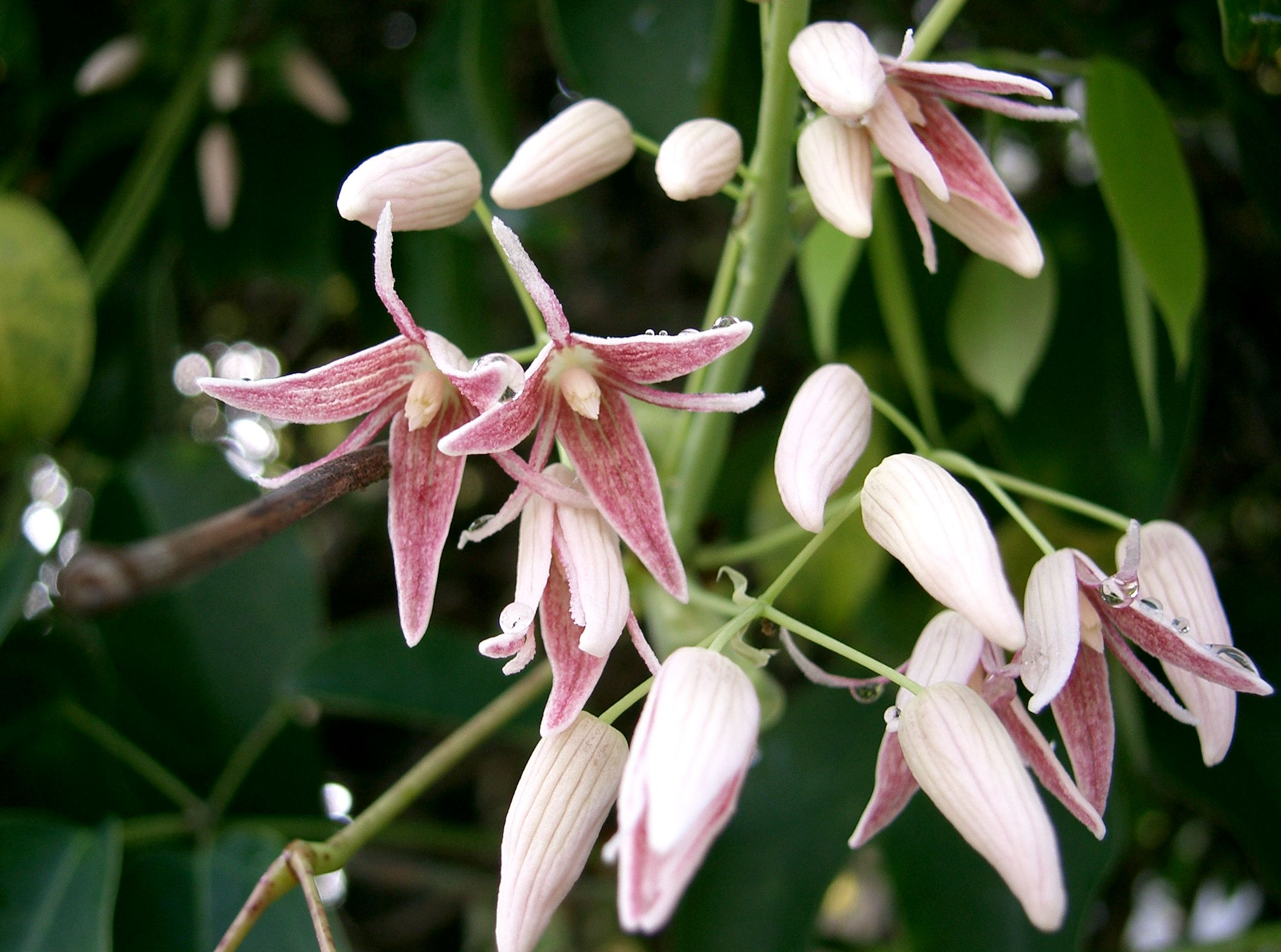
Stauntonia DC.